# コゴルノ
コゴルノ(イタリア語: Cogorno)は、イタリア共和国リグーリア州ジェノヴァ県にある、人口約5,700人の基礎自治体（コムーネ）。

## 地理

### 位置・広がり

#### 隣接コムーネ
隣接するコムーネは以下の通り。
- カラスコ
- キアーヴァリ
- ラヴァーニャ
- ネー

### 地震分類
イタリアの地震リスク階級 (it) では、3 に分類される
。

## 行政

### 分離集落
コゴルノには、以下の分離集落（フラツィオーネ）がある。
- Breccanecca, Cogorno, San Colombano della Costa, Monticelli, Panesi, San Salvatore (sede comunale)